# Louis Grondijs
Lodewijk Hermen Louis Grondijs (Pamekasan, 25 september 1878 – Den Haag, 17 maart 1961) was een Nederlands oorlogsjournalist en hoogleraar kunstgeschiedenis aan de Universiteit Utrecht. Hij was geboren in Nederlands-Indië als zoon van een Europese hoofdonderwijzer en een Indo-Europese moeder. Zijn grootmoeder was een Javaanse prinses. Grondijs deed eindexamen in Soerabaja op Java en gold als "de beste eindexamenkandidaat van Nederlandsch Indië".

## Achtergrond
Grondijs studeerde wis- en natuurkunde in Utrecht en Leiden. In 1907 stichtte hij met Johannes Diderik Bierens de Haan het Algemeen Nederlands Tijdschrift voor Wijsbegeerte waarvan hij tot 1932 redacteur was. In de jaren 30 studeerde hij Byzantologie aan de Sorbonne te Parijs. Hij promoveerde daar op de afbeelding van de Christusfiguur in de oosters orthodoxe kerk en in de oosterse kerken. Ook opgeleid als bèta kon hij geen waardering opbrengen voor lyrische beschrijvingen van kunst of inlevingen in de persoon van de kunstenaar. Hij werkte met contemporaine citaten en bronnen en deed ook archeologisch onderzoek. Toch waren zijn kunstopvattingen niet van ideologie gespeend, maar beïnvloed door de reactionaire filosofie van Gerard Bolland, wiens colleges hij bijwoonde.

## Eerste Wereldoorlog
Louis Grondijs was in 1914 leraar in Nederland. Bij het uitbreken van de Eerste Wereldoorlog zegde hij zijn baan op en vertrok als oorlogscorrespondent voor de Nieuwe Rotterdamsche Courant naar het front in België. Grondijs was ooggetuige van de verwoesting van Leuven door Duitse troepen. Hij raakte door zijn driftige en autoritaire optreden nauw betrokken bij de oorlogshandelingen en wist door een combinatie van bluf en diplomatie twee Belgische geestelijken te redden van een mogelijke standrechtelijke executie. Ze werden er door Duitse troepen van beschuldigd steun te verlenen aan franc-tireurs, verzetsstrijders, die vanuit kerken en kerktorens op de Duitse troepen zouden vuren. Grondijs bracht in de krant ook verslag uit van Duitse wreedheden tegen de burgerbevolking.
Het verblijf aan het front beviel zo goed dat hij oorlogscorrespondent bleef. Nederland was neutraal en de zeer Indisch ogende Grondijs was een ideale onpartijdige waarnemer voor een aantal internationale bladen. Door bluf en talenkennis, hij sprak vloeiend Frans, wist hij, anders dan de andere journalisten die in Parijs moesten achterblijven, de Slag bij Verdun mee te beleven. Hij tafelde daar met Franse generaals onder wie Pétain. Van de beruchte generaal Mangin kreeg hij een verkenningsvliegtuig tot zijn beschikking waarmee hij over de slagvelden vloog. Hij gaf zich in publicaties over aan lyrische beschrijvingen van de slagvelden waarop tienduizenden mannen sneuvelden en waande zich, in eigen woorden, een Indische krijgsgod.
Grondijs was beslist geen pacifist. Hij beschouwde oorlog als romantisch tijdverdrijf. De oorlog bracht volgens hem het beste en het slechtste in de mens naar voren, staalde karakters en schiep een nieuwe aristocratie. Oorlog was voor hem "het aambeeld waarop volkeren werden gesmeed".

## Rusland
Aan het Russische front liet de oorlogsjournalist alle neutraliteit varen. Hij ging deel uitmaken van het leger van de Tsaar en maakte actief charges mee met de bajonet op Duitse en Oostenrijkse loopgraven. Ook trok hij met de bereden partizanen op uit om achter het Duitse front de verbindingen te saboteren. De in Russisch officiersuniform geklede Grondijs nam in 1915, na het sneuvelen van de Russische commandant, zelfs het bevel over van het 46ste Siberische regiment. Hij bestormde met deze Russische troepen een door de Duitsers verdedigde heuvel en slaagde erin vele krijgsgevangen te maken. De Tsaar beloonde hem met meerdere onderscheidingen waaronder de exclusieve Orde van Sint-George, het Russische equivalent van de Nederlandse Willems-Orde.
Grondijs was getuige van het afscheid van de afgetreden tsaar op zijn legerhoofdkwartier. Later maakte hij bezoeken van Kerenski aan het front en het instorten van het moreel van het Russische leger mee. Grondijs was zoals veel conservatieven van zijn generatie antisemiet, hij beschrijft de Russische Revolutie en de bolsjewistische machtsgreep in de Oktoberrevolutie als joodse wraak op de onderdrukking door de tsaar. Volgens zijn ooggetuigenverslagen werden de revolutie en de terreur grotendeels door joden geleid.
In de chaos van 1918 sloot de reactionaire Grondijs zich aan bij de Witten, de conservatieve krachten die eigen legers op de been brachten en de communisten bestreden. Toen het verzet van de Witten ineenstortte kwam hij in Siberië en later in Mantsjoerije terecht. Zijn ooggetuigenberichten werden in die periode in kranten in vooral Frankrijk en Amerika gepubliceerd. De Russen beschreef hij als een 'Aziatische kudde, de vrijheid onwaardig'.
Grondijs beschouwde zijn deelname aan oorlogshandelingen vooral als een vorm van participerende journalistiek.

## Hoogleraar

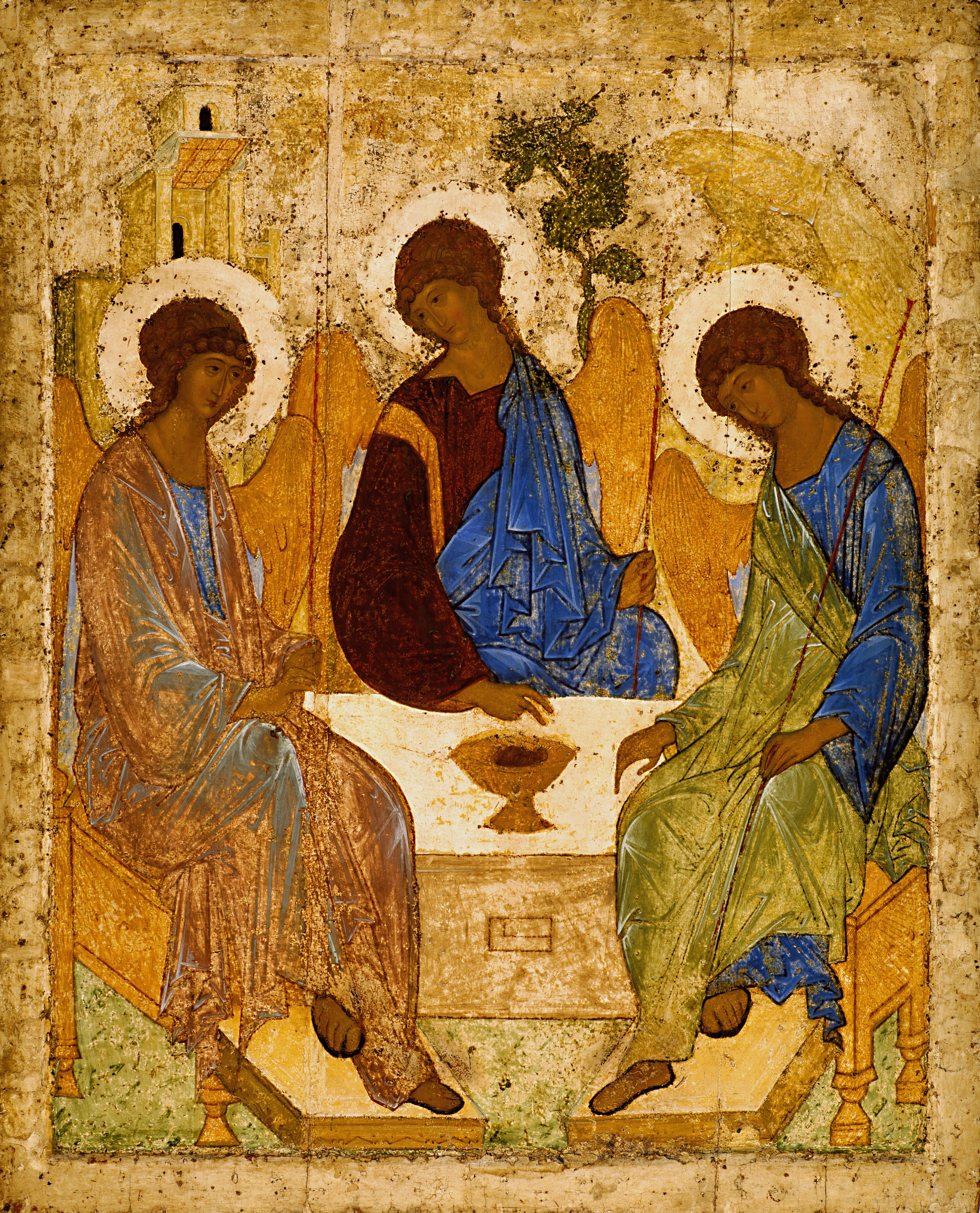
Andrej Roebljov, Heilige Drievuldigheid, 1411 of 1425–27, tempera op hout, 142 cm × 114 cm, Drievuldigheid Lavra van St. Sergius, Moskou. Grondijs bestudeerde dit werk in zijn Iconographie van Schepping en Godsverschijnselen

Na terugkeer in Nederland leidde Grondijs aanvankelijk een schimmig leven. Hij was verbonden aan de Nederlandse geheime dienst en stond in nauw contact met ministers die buiten de gebruikelijke kanalen inlichtingen wilden verzamelen. Grondijs was als docent kunstgeschiedenis verbonden aan het Kunsthistorisch Instituut van de Universiteit Utrecht en in 1935 werd hij daar benoemd tot hoogleraar.
De reactionaire Grondijs was een verklaard tegenstander van het communisme, ook in Nederland. Communistische kamerleden brachten zijn optreden en zijn aanstelling als hoogleraar in de Tweede Kamer ter sprake.
De NSB zag in Grondijs een geestverwant, maar de hautaine hoogleraar moest niets van Mussert en zijn beweging weten, omdat deze immers populistisch en niet aristocratisch was. De Duitsers die in Grondijs een belangrijke antibolsjewistische bondgenoot vermoedden, verzochten hem na de bezetting van Nederland en de Duitse aanval op Rusland lezingen te geven over Rusland. Grondijs ging op de uitnodiging in en trakteerde de Duitse officieren op felle kritiek. Helemaal duidelijk is de rol van Grondijs in die jaren niet. Aan het einde van de Duitse bezetting werd hij nog benoemd tot hoogleraar iconografie en Byzantijnse kunst. Een lidmaatschap van de NSB of verwante politieke organisaties kon hem niet worden aangewreven, al deed hij nauwelijks moeite contacten met Nederlandse nazi's te vermijden. In eigen ogen was Grondijs zó ver boven hen verheven en zó kritisch dat zijn lezingen eerder een daad van verzet dan een vorm van collaboratie waren.
Na de oorlog onderzocht de Politieke Recherche Afdeling hem in het kader van de zuivering van de Utrechtse universiteit. Men wreef hem zijn lezingen aan, maar Grondijs pareerde met de publicatie van daarbij uitgesproken anti-Duitse en zeer kritische tekst. Dat de Duitsers hem in oorlogstijd door Duitsland naar Roemenië lieten reizen, een opvallende uitzondering op de regel, verklaarde Grondijs met zijn wetenschappelijke contacten. De Nederlandse regering zat met een probleem: kon men iemand die de Duitse officieren zo ongezouten de waarheid vertelde wel een collaborateur noemen? Hij werd gezuiverd en opnieuw aangesteld als hoogleraar. De smet van collaboratie raakte hij desondanks niet helemaal kwijt. Het hernieuwde hoogleraarschap duurde maar kort, ook al, omdat hij met iedereen om zich heen ruzie had of ruzie maakte. In 1947 ging hij op zijn 65e met emeritaat en werd opgevolgd door Godefridus Johannes Hoogewerff.

## Besluit
Zijn biograaf Olink portretteert Grondijs als een "pedante ijdeltuit, een romantische filosoof, een vechtjas en een ruziemaker". Hij looft zijn intelligentie, tact (wanneer dat hem uitkwam) en moed. Schijnbaar zonder angst stortte Grondijs zich in gevaarlijke situaties, waardoor hij gaandeweg zijn reputatie als onverschrokken verslaggever en militair vestigde. Grondijs werd meermaals gearresteerd als spion, maar wist zich, als onderdaan van een neutraal land steeds weer vrij te praten.
In de jaren dertig reisde hij in het gezelschap van Japanse soldaten door Mantsjoerije en ontmoette daar marionetten-president Poe'i, de laatste keizer van China. Ook werd hij ontvangen door Chang Kai-Shek, de leider van Nationalistisch China en de Japanse Keizer Hirohito.
Gedurende de Spaanse Burgeroorlog bezocht Grondijs Spanje.
Grondijs verdween na de oorlog uit het zicht. In 1961 kwam hij in Scheveningen op 83-jarige leeftijd door een hartaanval om het leven, tijdens een partijtje schermen. Hij werd in schermkleding ter aarde besteld.
De erfenis van Louis Grondijs kwam in Frankrijk terecht, waar zijn dochter in de omgeving van Parijs een door haar vader gekochte villa bewoonde. De nagelaten omvangrijke fotoarchieven, zijn correspondentie en tal van herinneringen gingen verloren, toen vandalen het tuinhuis van de villa in brand staken.